# گرگ و میش (فیلم ۱۳۸۵)
گرگ و میش فیلمی به کارگردانی و تهیه‌کنندگی قاسم جعفری و نویسندگی علیرضا بذرافشان محصول سال ۱۳۸۵ است. این فیلم در تاریخ ۱۵ شهریور ۱۳۸۵ بر روی پرده سینما رفته است و در ۴۲ روز نمایش ۸۳ میلیون تومان فروخته است.

## خلاصه فیلم
ساره و سوده خواهرانی که والدین‌شان را در زلزله از دست داده‌اند، زندگی خوبی در کلبه‌ای در کوهستان‌های شمالی دارند. ساره مرد جوانی به نام پارسا را که راهش را گم کرده به کلبه می‌آورد و…

## جشنواره‌ها
فیلم گرگ و میش در بیست و و پنجمین دوره جشنواره فیلم فجر (۱۳۸۵) در دو بخش مسابقه عکس و پوستر (اعلان دیواری) شرکت کرده است.
همچنین این فیلم در دهمین دوره جشن خانه سینما (۱۳۸۵) در بخش بهترین فیلم‌برداری (محمود کلاری) کاندیدا دریافت تندیس زرین بوده است.